# Непал на Летњим олимпијским играма 1992.
Непалу је ово било седмо учешће на Летњим олимпијским играма. На Олимпијским играма 1992. у Барселони, делегацију Непала представљало је двоје спортиста који су се такмичили у два спорта.
Непалски олимпијски тим је остао у групи екипа које нису освајале медаље на Летњим олимпијским играма.

## Учесници по спортовима
| Спорт      | Мушкарци | Жене | Укупно |
| ---------- | -------- | ---- | ------ |
| Атлетика   | 1        | 0    | 1      |
| Стрељаштво | 0        | 1    | 1      |
| Укупно(2)  | 1        | 1    | 2      |

## Резултати

### Атлетика

#### Мушкарци
| Атлетичар           | Дисциплина | Група    | Група | Полуфинале | Полуфинале | Финале   | Финале      | Детаљи |
| Атлетичар           | Дисциплина | Резултат | Место | Резултат   | Место      | Резултат | Место       | Детаљи |
| ------------------- | ---------- | -------- | ----- | ---------- | ---------- | -------- | ----------- | ------ |
| Hari Bahadur Rokaya | Маратон    |          |       |            |            | 2:32:26  | 70/87 (110) |        |

## Стрељаштво

### Жене
| Стрелац        | Дисциплина          | Квалификација | Квалификација | Финале            | Финале            | Плаасман | Детаљи |
| Стрелац        | Дисциплина          | Резултат      | Пласман       | Резултат          | Укупно            | Плаасман | Детаљи |
| -------------- | ------------------- | ------------- | ------------- | ----------------- | ----------------- | -------- | ------ |
| Anita Shrestha | Ваздушна пушка 10 м | 374           | 45            | Није се пласирала | Није се пласирала | 45 / 45  |        |